# Palacio arzobispal de Údine

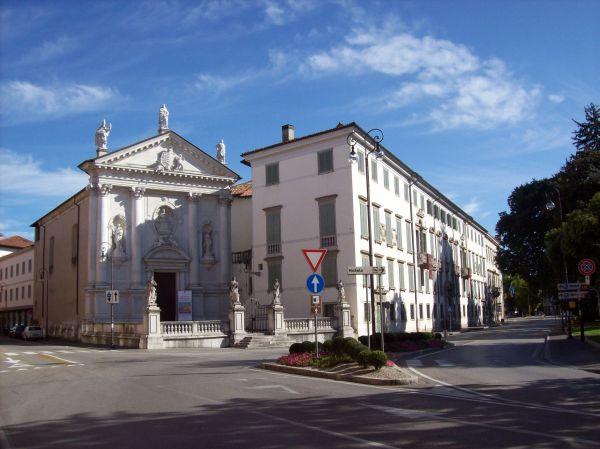
Palacio arzobispal.

El Palacio arzobispal (en italiano, Palazzo Arcivescovile) es el más célebre de los palacios de la ciudad de Údine, capital de la provincia homónima, considerada la capital hoy en día del Friul.
El cuerpo central del edificio fue construido en el curso del siglo XVI, cuando los patriarcas de Aquilea, no pudiendo residir más en Castello, se buscaron otra residencia en la ciudad. En 1708 el Patriarca Dionisio Delfino llamó al arquitecto Domenico Rossi, que construyó el ala con la biblioteca y la escalera oval, alzó el cuerpo central realizando el portal, acabó el ala norte y, en 1725, la escalera de honor.

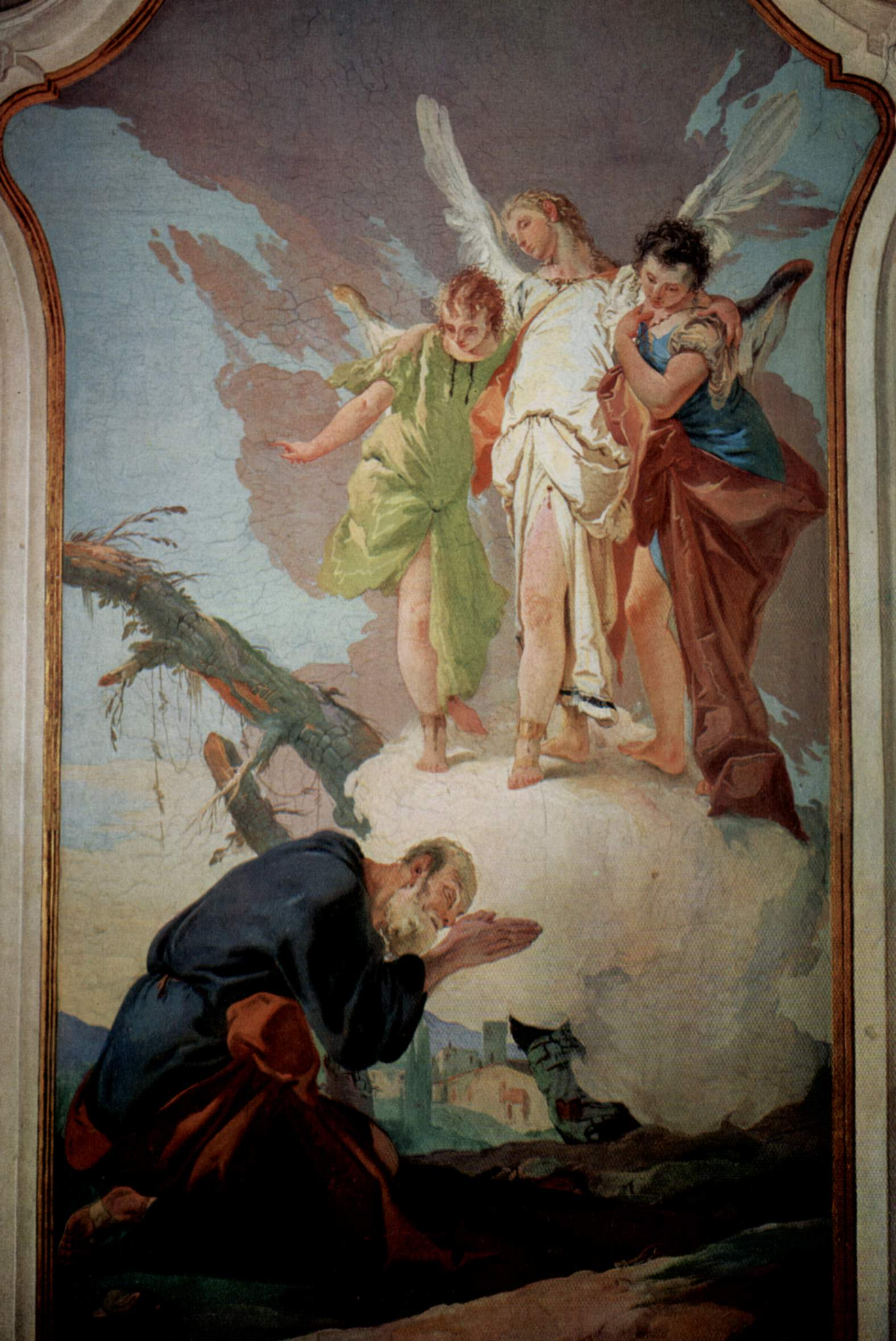
Abraham y los ángeles, fresco de Tiepolo en el Palacio arzobispal

El Palacio es sede, desde 1995, del Museo Diocesano e Gallerie del Tiepolo, que presenta una rica colección de esculturas de madera, pertenecientes al periodo que va del siglo XIII al XVIII, provenientes de las iglesias de la Diócesis. Pero es palacio es conocido sobre todo por los frescos de Giovanni Battista Tiepolo, que pueden ser considerados la obra de arte más insigne de la ciudad. Tiepolo fue llamado por el patriarca Dionisio Delfino en 1726, para pintar al fresco en la escalera de honor la «Caída de los ángeles rebeldes», una obra de gusto tardobarroco, con una gama cromática aún oscura, y efectos escenográficos obtenidos con relieves de estuco. Entre los años 1726 y 1728 Tiepolo pintó al fresco en la Galería los episodios de «Agar en el desierto», del «Sacrificio de Isaac», del «Sueño de Jacob» e incluso «Abraham y los ángeles», «Raquel escondiendo los ídolos domésticos» y «Sara y el arcángel». En este ciclo de frescos el estilo del pintor veneciano cambia rápidamente. Se aclara la paleta, aproximándose a los colores y la luminosidad de un Veronés. Renuncia a los efectos escenográficos aún barrocos, e inserta fragmentos paisajísticos que demuestran una creciente atención por la realidad.
Como curiosidad cabe señalar que Tiepolo se autorretrató en la figura de Jacob. Los frescos de la Sala del Trono (retratos de los patriarcas de Aquilea) y de la Sala Rossa, esto es, Sala Roja, («Juicio de Salomón») son de 1729. Cabe destacar de este último fresco la particularidad del contenedor, una sala grande, pero con el techo bajo; aquí el pintor adopta soluciones de perspectiva atravidas. 
El Palacio alberga también la Biblioteca Delfino, instituida en el año 1709 por el patriarca homónimo, constituida por una colección pequeña pero rica: 22.000 volúmenes, entre los cuales hay varios manuscritos y 140 incunables. Otros frescos, atribuidos a Giovanni da Údine, se encuentran en la Sala Azzurra (Sala Azul).
- Datos: Q3890626
- Multimedia: Palazzo Arcivescovile (Udine) / Q3890626